# Zweibrücken
Zweibrücken (ⓘ, französisch Deux-Ponts, pfälzisch Zweebrigge) ist eine Stadt in Rheinland-Pfalz. Sie ist Sitz des Pfälzischen Oberlandesgerichts und mit 33.323 Einwohnern die kleinste kreisfreie Stadt Deutschlands.

## Geographie

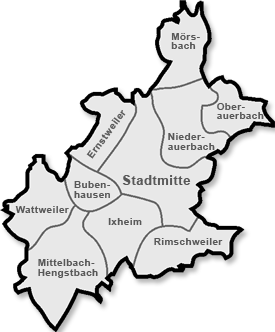
Stadtgliederung von Zweibrücken

### Geographische Lage
Zweibrücken liegt in der Westpfalz auf der Westricher Hochfläche, unmittelbar an der Grenze zum Saarland. Nach Pirmasens, das am Westrand des Pfälzerwalds liegt, sind es etwa 26 km, nach Saarbrücken 40 km und nach Kaiserslautern 55 km (über die Autobahnen A 8 und A 6). Durch Zweibrücken fließen der Schwarzbach, der westlich von Zweibrücken bei Einöd in die Blies einmündet, sowie der Hornbach, der bei Bitsch entspringt und im Zweibrücker Stadtgebiet in den Schwarzbach mündet.
Vom Norden zum Süden der Stadt sind es etwa 15 km, vom West- bis zum Ostrand ungefähr 10 km. Die Gesamtfläche Zweibrückens beträgt 7064 ha.
In der Umgebung Zweibrückens gibt es zahlreiche Waldgebiete, in denen sich auch seltene Baumarten wie die Elsbeere finden. In einem dieser Waldgebiete steht mit 32,6 m Höhe eine der höchsten Elsbeeren der Welt (Stand 1994).

### Stadtteile
Zweibrücken gliedert sich neben der Innenstadt in mehrere Stadtteile. Bubenhausen und Ernstweiler wurden 1926 eingemeindet, 1938 Ixheim und Niederauerbach, schließlich 1972 Mörsbach im Norden, Oberauerbach im Nordosten, Rimschweiler im Süden, Mittelbach-Hengstbach im Südwesten und Wattweiler im Westen der Stadt. Die letztgenannten bilden laut Hauptsatzung der Stadt jeweils einen Ortsbezirk.

### Klima
Der Jahresniederschlag beträgt 860 mm.

## Geschichte
| Staat                      | Prägendste Verwaltungseinheit        | Zugehörigkeit |
| -------------------------- | ------------------------------------ | ------------- |
| Heiliges Römisches Reich   | Grafschaft Saarbrücken               | 1170–1182     |
| Heiliges Römisches Reich   | Grafschaft Zweibrücken               | 1182–1286     |
| Heiliges Römisches Reich   | Grafschaft Zweibrücken(-Zweibrücken) | 1286–1394     |
| Heiliges Römisches Reich   | Kurpfalz                             | 1394–1410     |
| Heiliges Römisches Reich   | Pfalz-Simmern-Zweibrücken            | 1410–1444     |
| Heiliges Römisches Reich   | Pfalz-Zweibrücken                    | 1444–1680     |
| Frankreich                 | Reunionsgebiet                       | 1680–1697     |
| Heiliges Römisches Reich   | Pfalz-Zweibrücken                    | 1697–1793     |
| Frankreich                 | Französische Besatzungszone          | 1793–1798     |
| Frankreich                 | Département du Mont-Tonnerre         | 1798–1814     |
| Königreich Bayern          | Pfalz                                | 1814–1871     |
| Deutsches Reich            | Königreich Bayern                    | 1871–1945     |
| Frankreich                 | Französische Besatzungszone          | 1945–1946     |
| Rheinland-Pfalz            | Regierungsbezirk Pfalz               | 1946–1949     |
| Bundesrepublik Deutschland | Rheinland-Pfalz                      | 1949–heute    |

### Mittelalter
Lage und Name der Stadt deuten auf eine Entstehung an einem Flussübergang hin. Eine alte Salzstraße (wohl in der Führung der heutigen Hauptstraße) überquerte hier den Schwarzbach und wurde durch eine Burg der Grafen von Saarbrücken bewacht. Burg und Ort trugen den gleichen Namen. Der Name (anfänglich Zweinbrücken u. ä., zu mhd. zwein und mhd. brücke, lat. Geminus pons ‚Zwillingsbrücke‘, siehe auch Bipontum) erscheint erstmals in einer undatierten Urkunde etwa zwischen 1174 und 1179. Durch Erbteilung im Saarbrücker Grafenhaus kam Zweibrücken 1182/90 an den jüngeren Sohn Heinrich I., der die Linie der Grafen von Zweibrücken begründete. 1237 wird erstmals die bürgerliche Siedlung indirekt genannt. 1352 freite König Karl IV. dem Grafen Walram II. die beiden Städte Zweibrücken und Hornbach nach Hagenauer Recht. Am 16. April 1352 erfolgte diese Stadtrechtsverleihung. Der letzte Graf aus der jüngeren Linie Zweibrücken, Eberhard II., der ohne erbberechtigte Nachkommen war, verkaufte die Grafschaft Zweibrücken 1385 für 25.000 Gulden an die Pfalzgrafen bei Rhein aus der pfälzischen Linie der Wittelsbacher und erhielt die Hälfte als Lehen zurück. Nach seinem Tod 1394 zog Kurpfalz das erledigte Lehen ein. 1410 wurde das neu gebildete Fürstentum Pfalz-Simmern-Zweibrücken mit diesem und weiterem Besitz ausgestattet. 1470 brannten große Teile der Stadt nieder, was Herzog Ludwig I. veranlasste in einer Bauvorschrift zu verfügen, dass Dächer ab nun mit Ziegeln statt mit Holzschindeln zu decken seien. Schon um das Jahr 1488 wurde durch Jörg Gessler der Buchdruck in Zweibrücken eingeführt. In der Zeit von 1493 bis 1510 wurde unter Pfalzgraf Alexander die Stadtkirche nach Plänen von Philipp Steinmetz erbaut.

### Neuzeit

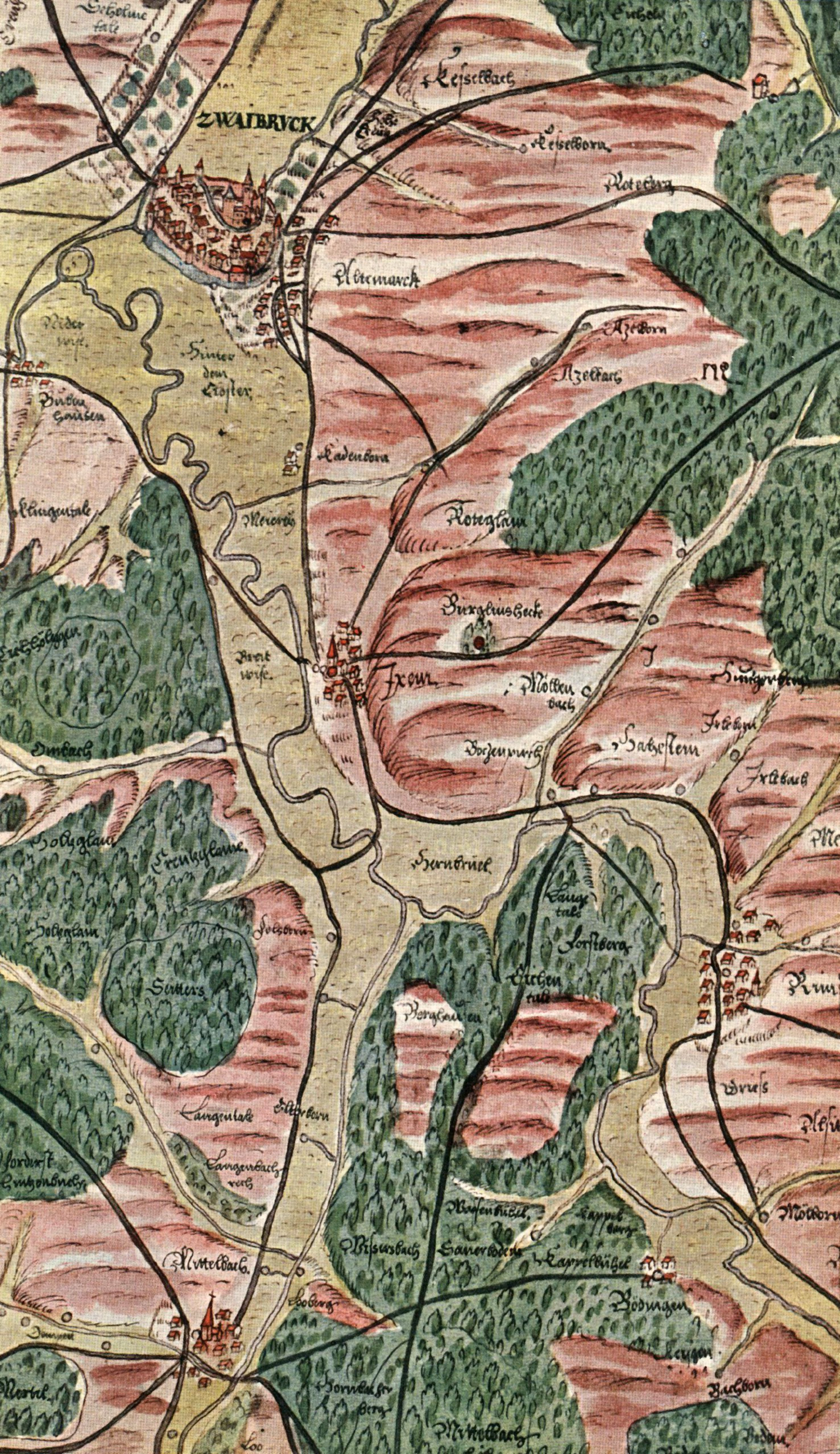
Zweibrückische Landesaufnahme von Tilemann Stella (1564)

Die Fürsten von Pfalz-Zweibrücken schlossen sich im Laufe der 1520er und -30er Jahren der Reformation an. Seit den 1520er Jahren wurde in der Stadtkirche deutsch gepredigt. Herzog Wolfgang gründete 1559 eine Landesschule in Hornbach, aus der das Herzog-Wolfgang-Gymnasium hervorging. In der Zeit um 1585 wurde das ältere Herzogschloss mit Schlossmühle und Bibliothek (Bibliotheca Bipontina) errichtet.
1584 wurde die herzogliche Münzprägestätte nach Zweibrücken verlegt und ein neues Münzgebäude erbaut. Unter Johann dem Jüngeren erreichten die in Zweibrücken geprägten Münzen ihre höchste Qualität, mit seinem Tod 1635, während des Dreißigjährigen Kriegs, ging Zweibrückens Zeit als Münzprägestätte jedoch zu Ende.
Danach wurde die Stadt mehrfach in kriegerische Auseinandersetzungen verwickelt, zum ersten Mal bereits in Johanns Todesjahr: Im April 1635 führte Matthias Gallas die kaiserlichen Truppen gegen die Stadt, die aber durch Reinhold von Rosen verteidigt und gehalten werden konnte. Ein zweiter Angriff im Oktober war dagegen erfolgreich und führte zur Eroberung und schwerer Verwüstung der Stadt durch kaiserliche Truppen. 1677 wurde die Stadt ein zweites Mal verheert, dieses Mal von französischen Truppen, die gegen Ende des Holländischen Krieges große Teile der Stadt zerstörten. Im Rahmen der Reunionspolitik des Sonnenkönigs geriet die Stadt zeitweise (1680–1697) unter französische Herrschaft.
Unter Herzog Gustav Samuel Leopold erfolgte in der Zeit von 1720 bis 1725 der Bau des noch bestehenden Herzogschlosses durch den Baumeister Jonas Erikson Sundahl. Herzog Christian IV. gründete 1755 das Zweibrücker Gestüt. Nicolas Appert, Erfinder der Konserven, war Offizier des Herzogs Christian IV. von 1772 bis 1775.

### Französische und bayerische Zeit

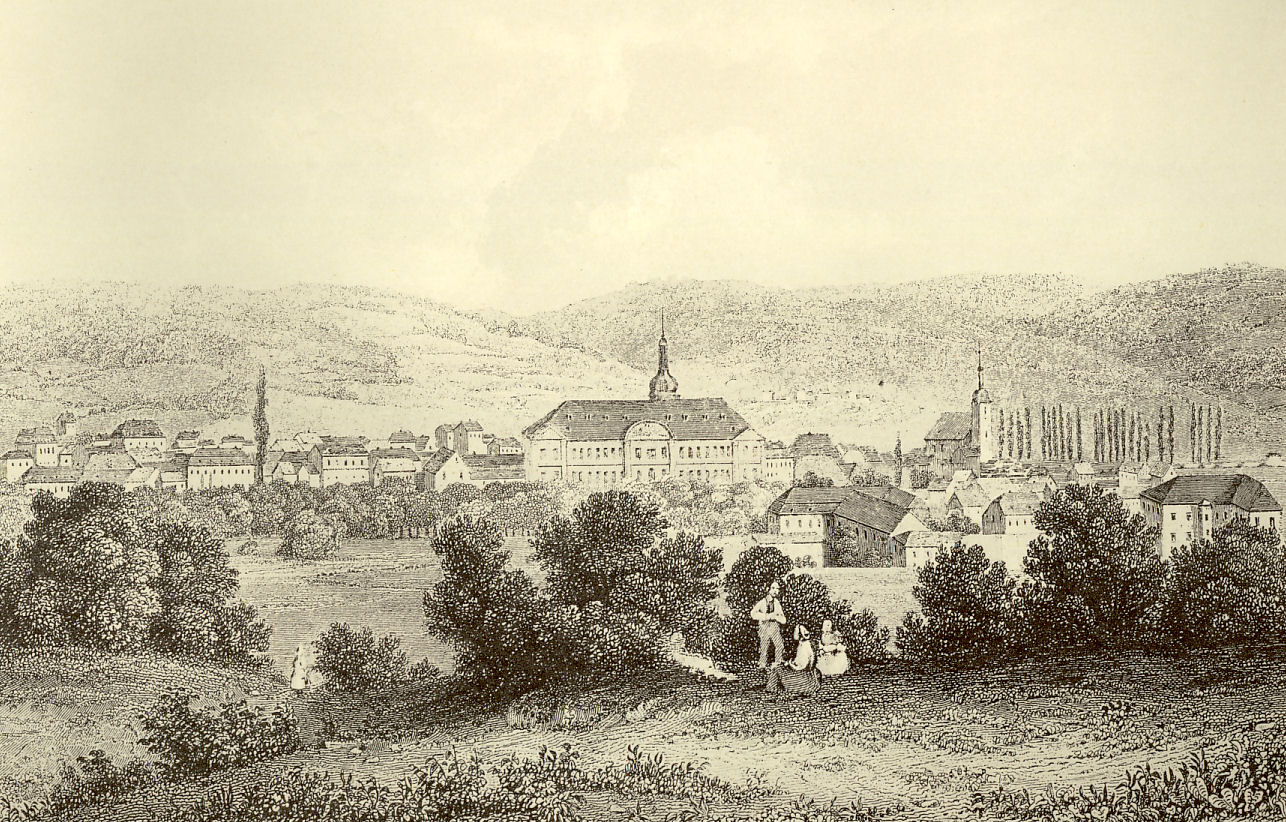
Zweibrücken nach einem Gemälde des 19. Jahrhunderts

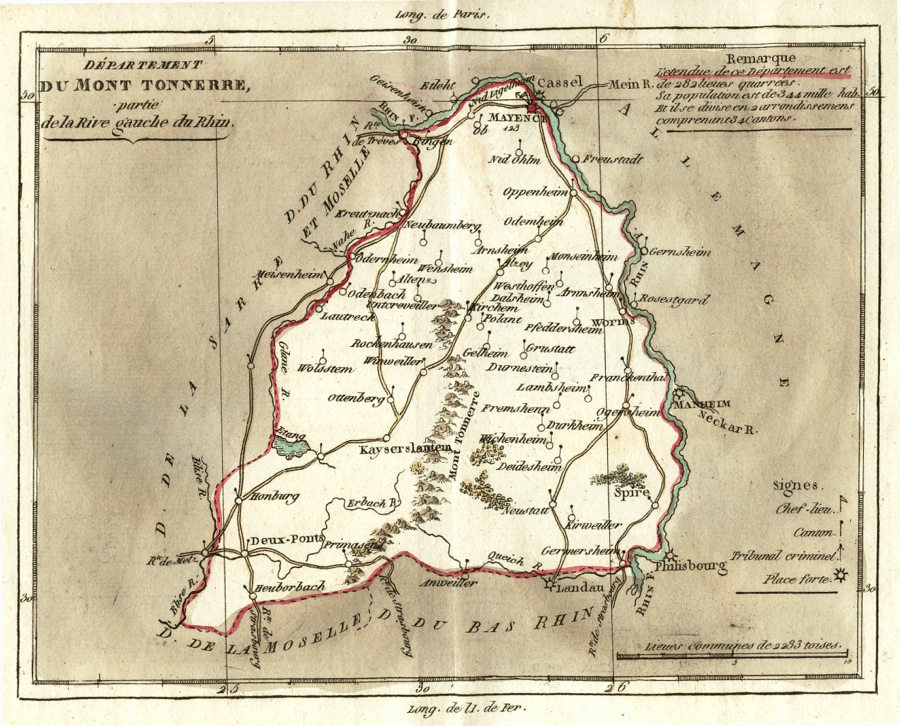
Das Departement Donnersberg. Zweibrücken ist unten links auf der Karte unter dem französischen Namen Deux-Ponts markiert.

Nach 1792 wurde Zweibrücken im Ersten Koalitionskrieg wie das gesamte Linke Rheinufer von französischen Revolutionstruppen besetzt und in der Folge das besetzte Gebiet annektiert. Von der französischen Direktorialregierung wurde 1798 die Verwaltung nach französischem Vorbild reorganisiert. Zweibrücken wurde Hauptort (chef-lieu) eines Arrondissements sowie eines Kantons und gehörte von 1798 bis 1814 zum Departement Donnersberg (franz. Département du Mont-Tonnerre).
Nachdem im Januar 1814 die Alliierten das linke Rheinufer wieder in Besitz gebracht hatten, wurde im Februar 1814 das Departement Donnersberg und damit auch Zweibrücken Teil des provisorischen Generalgouvernements Mittelrhein. Nach dem Pariser Frieden vom Mai 1814 wurde Zweibrücken der neu gebildeten Gemeinschaftlichen Landes-Administrations-Kommission zugeordnet, die unter der Verwaltung von Österreich und Bayern stand.
Aufgrund der auf dem Wiener Kongress getroffenen Vereinbarungen kam das Gebiet im Juni 1815 zu Österreich. Am 14. April 1816 wurde zwischen Österreich und Bayern der Vertrag von München geschlossen, in dem ein Austausch verschiedener Staatsgebiete vereinbart wurde. Hierbei wurden die linksrheinischen österreichischen Gebiete zum 1. Mai 1816 an das Königreich Bayern abgetreten. Zweibrücken gehörte nun im neu geschaffenen Rheinkreis zu dem aus dem vorherigen Arrondissement gebildeten Bezirk Zweibrücken. Nach der Untergliederung der Bezirke in Landkommissariate (1818) gehörte Zweibrücken zum gleichnamigen Landkommissariat.
Zweibrücken wurde daraufhin Sitz des Königlich Bayerischen Appellationshofes (heute Oberlandesgericht). Im Vormärz 1832 nahm Zweibrücken eine wichtige Rolle in der deutschen Demokratiebewegung ein. Unter anderem wurde in Zweibrücken, durch den von Philipp Jakob Siebenpfeiffer und Johann Georg August Wirth gegründeten Deutschen Preß- und Vaterlandsverein, das Hambacher Fest organisiert. 1834 begann die Industrialisierung in Zweibrücken mit der Gründung der Dingler’schen Maschinenfabrik durch Christian Dingler. 1857 erfolgte der Anschluss an die Eisenbahn.

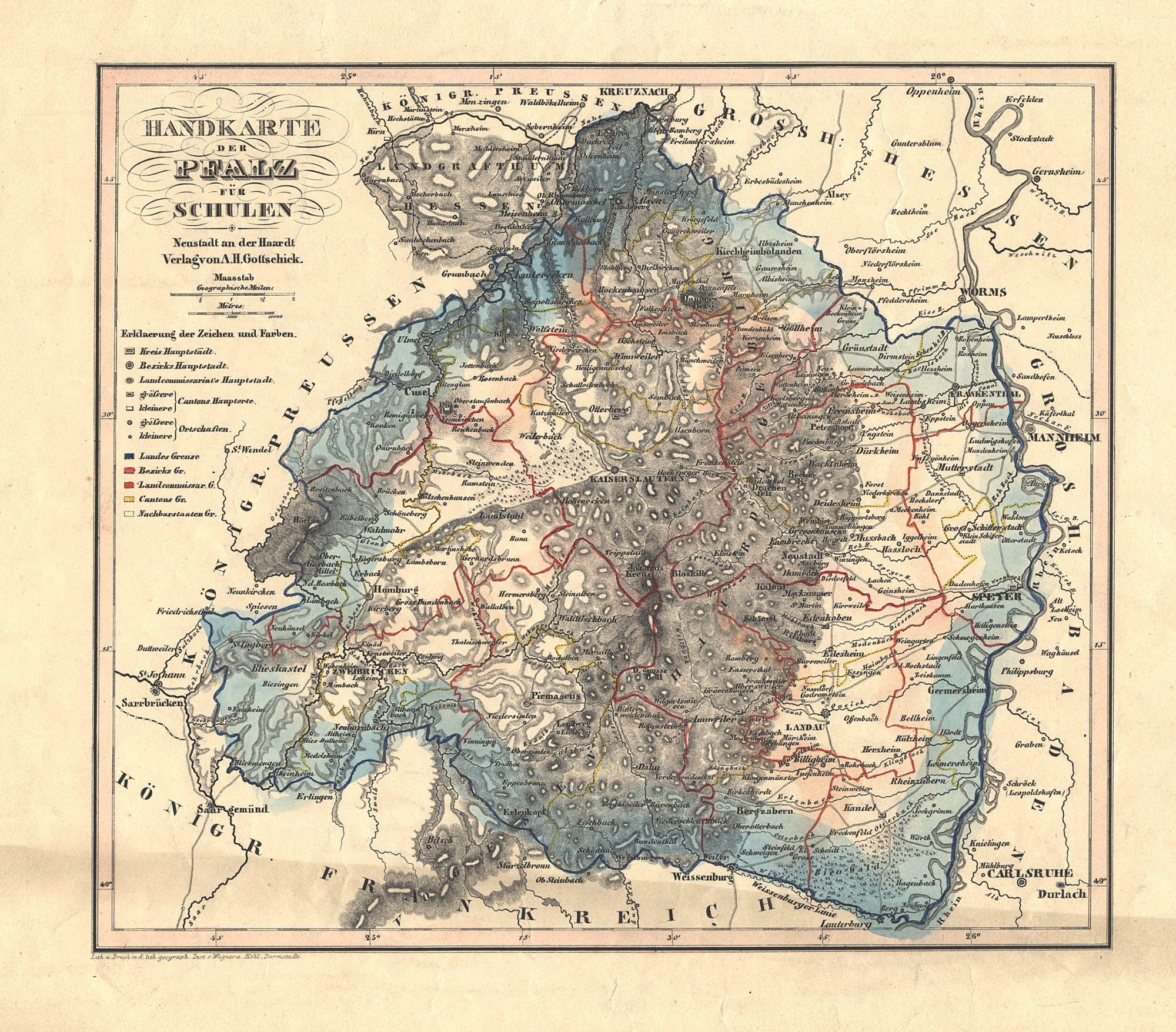
Die Pfalz im Jahr 1844. Zweibrücken ist unten links auf der Karte. Die Verwaltungsgliederung ist auch erkennbar.

### Bis zum Zweiten Weltkrieg

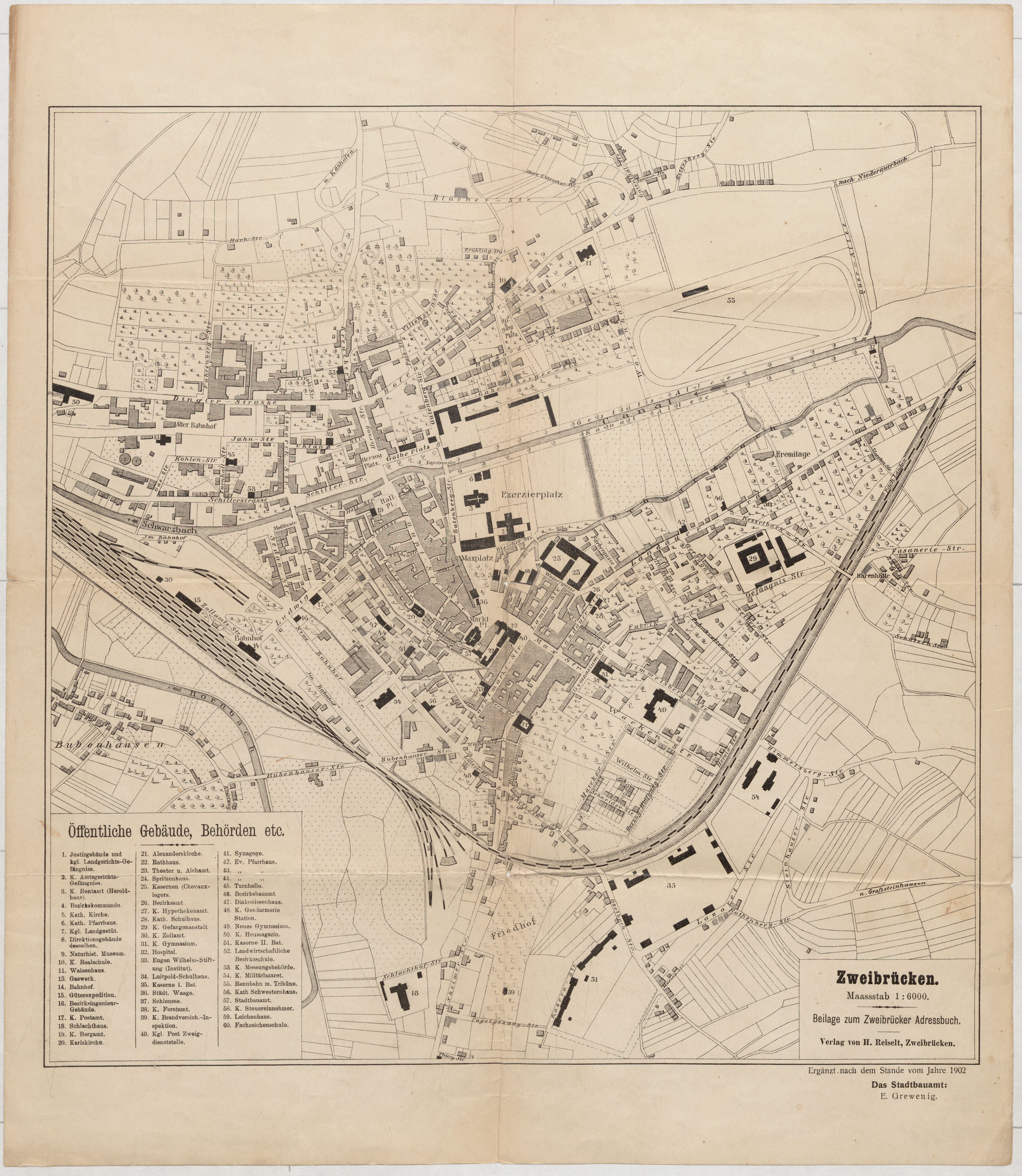
Zweibrücken im Jahr 1902

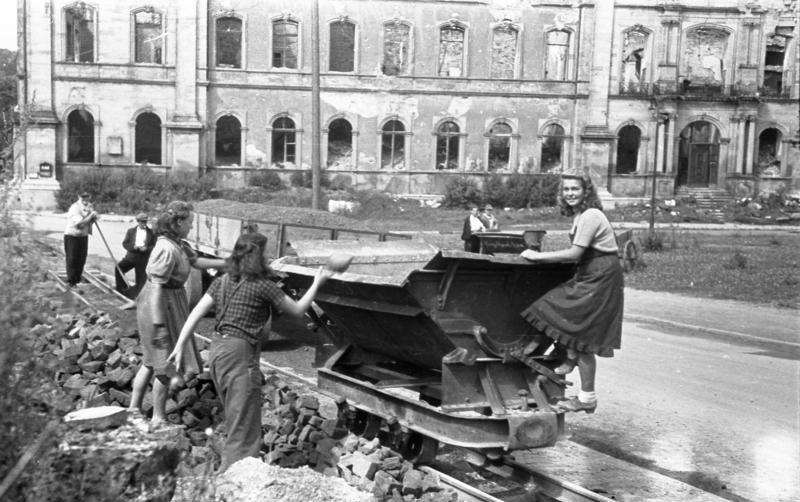
Enttrümmerung, 1946

Das letzte große gesellschaftliche Ereignis vor dem Ersten Weltkrieg war die Einweihung des Zweibrücker Rosengartens durch Prinzessin Hildegard von Bayern im Juni 1914. Als Folge des Ersten Weltkrieges war Zweibrücken zwischen 1918 und 1930 durch französische Truppen besetzt. Im Jahr 1920 wurde Zweibrücken als Kreisunmittelbare Stadt (heute Kreisfreie Stadt) aus dem Landkommissariat Zweibrücken ausgegliedert. Die westlich der Stadt gelegenen Gebiete der Pfalz wurden dem neuen Saarland angegliedert.
1926 wurden die heutigen Stadtteile Bubenhausen und Ernstweiler eingemeindet, 1938 Ixheim und Niederauerbach.
In der Reichspogromnacht wurde 1938 auch die Zweibrücker Synagoge zerstört. Im Oktober 1940 wurden die noch in Zweibrücken lebenden Juden im Rahmen der „Wagner-Bürckel-Aktion“, der ersten groß angelegten Deportationsmaßnahme im Dritten Reich, ins Lager Gurs in Südfrankreich verschleppt.
Bei Beginn des Zweiten Weltkrieges wurde die Stadt 1939–1940 evakuiert, weil sie in der so genannten Roten Zone lag. Von September bis November 1944 erfolgte eine erneute, weitgehende Evakuierung der Zivilbevölkerung. Kurz vor Kriegsende wurde Zweibrücken am 14. März 1945 durch einen Bombenangriff der britischen Royal Air Force und der Royal Canadian Air Force fast vollständig zerstört. Mit über 80 % Zerstörungen war sie eine der am stärksten zerstörten Städte Deutschlands. Am 20. März erreichten amerikanische Bodentruppen Zweibrücken. Der größte Luftangriff auf Zweibrücken am 14. März 1945 wird auch heute noch im Volksmund „Schwarzer Mittwoch“ genannt.

### Nach dem Zweiten Weltkrieg
Nach dem Zweiten Weltkrieg wurde die Stadt Teil der französischen Besatzungszone. Die Errichtung des Landes Rheinland-Pfalz wurde am 30. August 1946 als letztes Land in den westlichen Besatzungszonen durch die Verordnung Nr. 57 der französischen Militärregierung unter General Marie-Pierre Kœnig angeordnet. Es wurde zunächst als „rhein-pfälzisches Land“ bzw. als „Land Rheinpfalz“ bezeichnet; der Name Rheinland-Pfalz wurde erst mit der Verfassung vom 18. Mai 1947 festgelegt.
Am 22. April 1972 wurden die Gemeinden Mittelbach-Hengstbach, Mörsbach, Oberauerbach, Rimschweiler und Wattweiler eingemeindet; bereits am 7. Juni 1969 wurden Hengstbach und Mittelbach zur Gemeinde Mittelbach-Hengstbach vereinigt. Zweibrücken wurde Sitz der aus Teilen des ehemaligen Landkreises Zweibrücken gebildeten Verbandsgemeinde Zweibrücken-Land.
1976 wurde im Kernbereich der Stadt eine kleine Fußgängerzone eingerichtet, die einige restaurierte Altbauten aufweist.
1986 kollidierten über Rimschweiler zwei Jets der US Air Force vom Typ McDonnell Douglas F-15. Dabei wurden ein Pilot und ein Dorfbewohner getötet.
1987 wurde das altsprachlich orientierte Herzog-Wolfgang-Gymnasium, gegründet 1559 und damit eines der ältesten Gymnasien Deutschlands, aufgelöst und mit dem mathematisch-naturwissenschaftlichen Helmholtz-Gymnasium zusammengelegt, das dann für einige Jahre noch einen altsprachlichen Zweig unterhielt.
1990 wurde Zweibrücken zum Konversionsfall. Durch den Abzug der Amerikaner wurde ein Militärgelände frei, das insgesamt einem Drittel der gesamten Stadtfläche entsprach. Durch die Arbeitsplatzverluste erhöhte sich die Arbeitslosenquote um 10 Punkte auf ca. 21 %. Dies führte zu einem Rückgang der Nachfrage im Einzelhandel von ca. 25 %.

## Einwohnerentwicklung

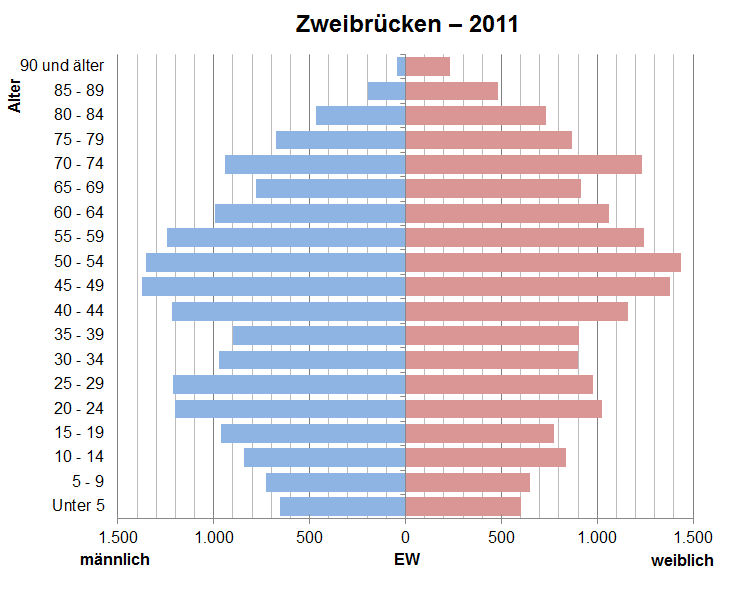
Bevölkerungspyramide für Zweibrücken (Datenquelle: Zensus 2011.)

| Zweibrücken: Einwohnerzahlen von 1970 bis 2024 | Zweibrücken: Einwohnerzahlen von 1970 bis 2024 | Zweibrücken: Einwohnerzahlen von 1970 bis 2024 | Zweibrücken: Einwohnerzahlen von 1970 bis 2024 | Zweibrücken: Einwohnerzahlen von 1970 bis 2024 |
| ---------------------------------------------- | ---------------------------------------------- | ---------------------------------------------- | ---------------------------------------------- | ---------------------------------------------- |
| Jahr                                           |                                                |                                                |                                                | Einwohner                                      |
| 1970                                           | 1970                                           |                                                | 32.814                                         | 32.814                                         |
| 1980                                           | 1980                                           |                                                | 34.923                                         | 34.923                                         |
| 1990                                           | 1990                                           |                                                | 33.918                                         | 33.918                                         |
| 2000                                           | 2000                                           |                                                | 35.719                                         | 35.719                                         |
| 2010                                           | 2010                                           |                                                | 33.944                                         | 33.944                                         |
| 2020                                           | 2020                                           |                                                | 34.001                                         | 34.001                                         |
| 2024                                           | 2024                                           |                                                | 33.323                                         | 33.323                                         |
| Quelle(n): statistik.rlp.de                    |                                                |                                                |                                                |                                                |

## Politik

### Stadtrat
Der Stadtrat von Zweibrücken besteht aus 40 ehrenamtlichen Ratsmitgliedern, die bei der Kommunalwahl am 9. Juni 2024 in einer personalisierten Verhältniswahl gewählt wurden, und dem hauptamtlichen Oberbürgermeister als Vorsitzendem.
Wegen der Besonderheiten des rheinland-pfälzischen Wahlsystems bei den Kommunalwahlen (personalisierte Verhältniswahl) sind die angegebenen prozentualen Stimmanteile als gewichtete Ergebnisse ausgewiesen, die das Wahlverhalten nur rechnerisch wiedergeben.
Die Parteien und Wählergruppen erzielten folgende Ergebnisse:
| Parteien und Wählergruppen | % 2024 | Sitze 2024 | % 2019 | Sitze 2019 | % 2014 | Sitze 2014 |
| -------------------------- | ------ | ---------- | ------ | ---------- | ------ | ---------- |
| CDU                        | 29,6   | 12         | 27,4   | 11         | 29,4   | 12         |
| SPD                        | 24,0   | 9          | 27,6   | 11         | 34,7   | 14         |
| AfD                        | 19,9   | 8          | 9,1    | 4          | 5,1    | 2          |
| FWG                        | 10,1   | 4          | 9,7    | 4          | –      | –          |
| GRÜNE                      | 9,9    | 4          | 12,7   | 5          | 11,4   | 4          |
| FDP                        | 3,9    | 2          | 5,6    | 2          | 6,0    | 2          |
| Die PARTEI                 | 2,5    | 1          | 2,5    | 1          | –      | –          |
| DIE LINKE.                 | –      | –          | 3,5    | 1          | 6,7    | 3          |
| WGS                        | –      | –          | 1,8    | 1          | –      | –          |
| Gesamt                     | 100,0  | 40         | 100,0  | 40         | 100,0  | 40         |
| Wahlbeteiligung in %       | 57,3   | 57,3       | 50,2   | 50,2       | 42,7   | 42,7       |

- WGS = Wählergruppe Schneider (ZW)

### Bürgermeister
Kurt Pirmann (SPD) wurde am 4. September 2011 im ersten Wahlgang mit 56,9 % der Stimmen gegen den unabhängigen Bewerber und Amtsinhaber Helmut Reichling (CDU) zum Oberbürgermeister der Stadt gewählt. 2012 wurde auch das Bürgermeisteramt neu besetzt. Zum neuen Bürgermeister wurde der bisherige Beigeordnete Rolf Franzen (CDU) gewählt. Am 25. Juni 2018 verstarb Pirmann im Alter von 63 Jahren im Nardini-Klinikum St. Elisabeth in Zweibrücken.
Vertreter im Amt war Christian Gauf (CDU), der bei der Stichwahl zum Amt des Oberbürgermeisters am 14. Oktober 2018 gegen Marold Wosnitza (SPD, 56,1 %) unterlag. Wosnitza trat sein Amt im Dezember des Jahres an.

### Schiedspersonen
Bisherige Schiedspersonen der Stadt waren bzw. sind derzeit:
- 1972–1981: Fritz Presl
- 1981–2010: Fritz Schmidt[15]
- 2010–2015: Jörg Eschmann
- 2015–2018: Christian Fochs[16]
- seit 2018: Norbert Pohlmann

### Ortsbeiräte
In Zweibrücken wurden fünf Ortsbezirke mit entsprechenden Ortsbeiräten eingerichtet:
- Mittelbach (15 Mitglieder)
- Mörsbach (11 Mitglieder)
- Oberauerbach (11 Mitglieder)
- Rimschweiler (15 Mitglieder)
- Wattweiler (11 Mitglieder)

Die Ortsbezirke umfassen die Gebiete der ehemaligen Gemeinden, die 1972 eingemeindet wurden.

### Wappen
| Wappen von Zweibrücken | Blasonierung: „In Gold ein blaubewehrter und -bezungter roter Löwe, in der Mitte belegt mit einem blauen dreilätzigen Turnierkragen.“ |
| Wappen von Zweibrücken | Wappenbegründung: Der Turnierkragen dient als heraldisches Beizeichen der jüngeren Linie der Grafen von Zweibrücken. Während die Siegel der Walramiden ihn in der oberen Schildhälfte zeigen (am Hals des Löwen), ist er im modernen Wappen der Stadt Zweibrücken in die Schildmitte gerückt (am Bauch des Löwen) und soll redend auf den Namen „Zweibrücken“ anspielen, indem der heutige Betrachter darin eine Zwillingsbrücke erblickt. |

### Städtepartnerschaften
- Boulogne-sur-Mer (Frankreich), seit 1959
- Yorktown (Virginia, Vereinigte Staaten), seit 1978
- Barrie (Kanada), seit 1997

## Kultur, Religion und Sehenswürdigkeiten
Die Stadt Zweibrücken wird bei verschiedenen kulturellen Anlässen von der Rosenkönigin vertreten; sie wird alle zwei Jahre neu gewählt.

### Konfessionsstatistik
Laut Zensus 2011 waren Protestanten mit 49,2 % der Einwohner die größte Konfessionsgruppe, Katholiken machten 27,3 % der Einwohner aus, 23,5 % gehörten einer sonstigen Konfession an oder waren konfessionslos. Der Anteil der evangelischen und katholischen Kirchenmitglieder an der Gesamtbevölkerung ist seitdem jährlich gesunken. Ende Juni 2025 waren von den Einwohnern 34,7 % evangelisch und 21,1 % katholisch; 44,1 % waren konfessionslos oder gehörten einer anderen Glaubensgemeinschaft an.

### Museen
Das Zweibrücker Stadtmuseum dokumentiert in einer Dauerausstellung im ehemaligen Wohnhaus des Hofgärtners Ernst August Bernhard Petri die wechselhafte Geschichte der Stadt Zweibrücken. Daneben finden regelmäßig Sonderausstellungen statt, z. B. zum 200-jährigen Bestehen des Landgestüts.

### Bibliotheken

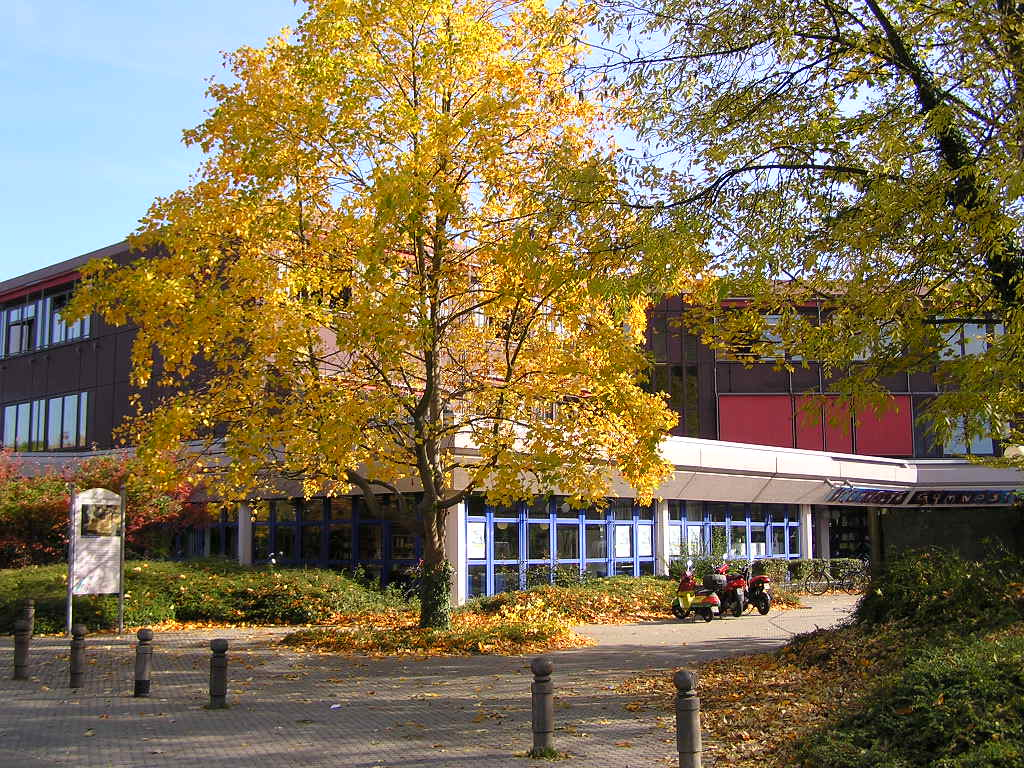
Bibliotheca Bipontina Zweibrücken

Die Bibliotheca Bipontina Zweibrücken ist eine wissenschaftliche Regionalbibliothek in Zweibrücken, deren Bestand hauptsächlich auf gerettete Teile der herzoglichen Bibliotheken zurückgeht und die daher teilweise sehr wertvolle Erstausgaben ab dem 16. Jahrhundert beherbergt. Sie ist Teil des Landesbibliothekszentrums Rheinland-Pfalz und eine der bedeutendsten Altbestandsbibliotheken des Landes. Untergebracht ist die Bibliotheca Bipontina im Gebäude des Helmholtz-Gymnasiums Zweibrücken. In einem Nebengebäude des Rathauses ist die seit 1903 bestehende Stadtbücherei Zweibrücken mit einem Bestand von etwa 50.000 Bänden zu finden. Zweigstellen sind die Jugendbibliothek und die Außenstelle Rimschweiler.

### Bauwerke

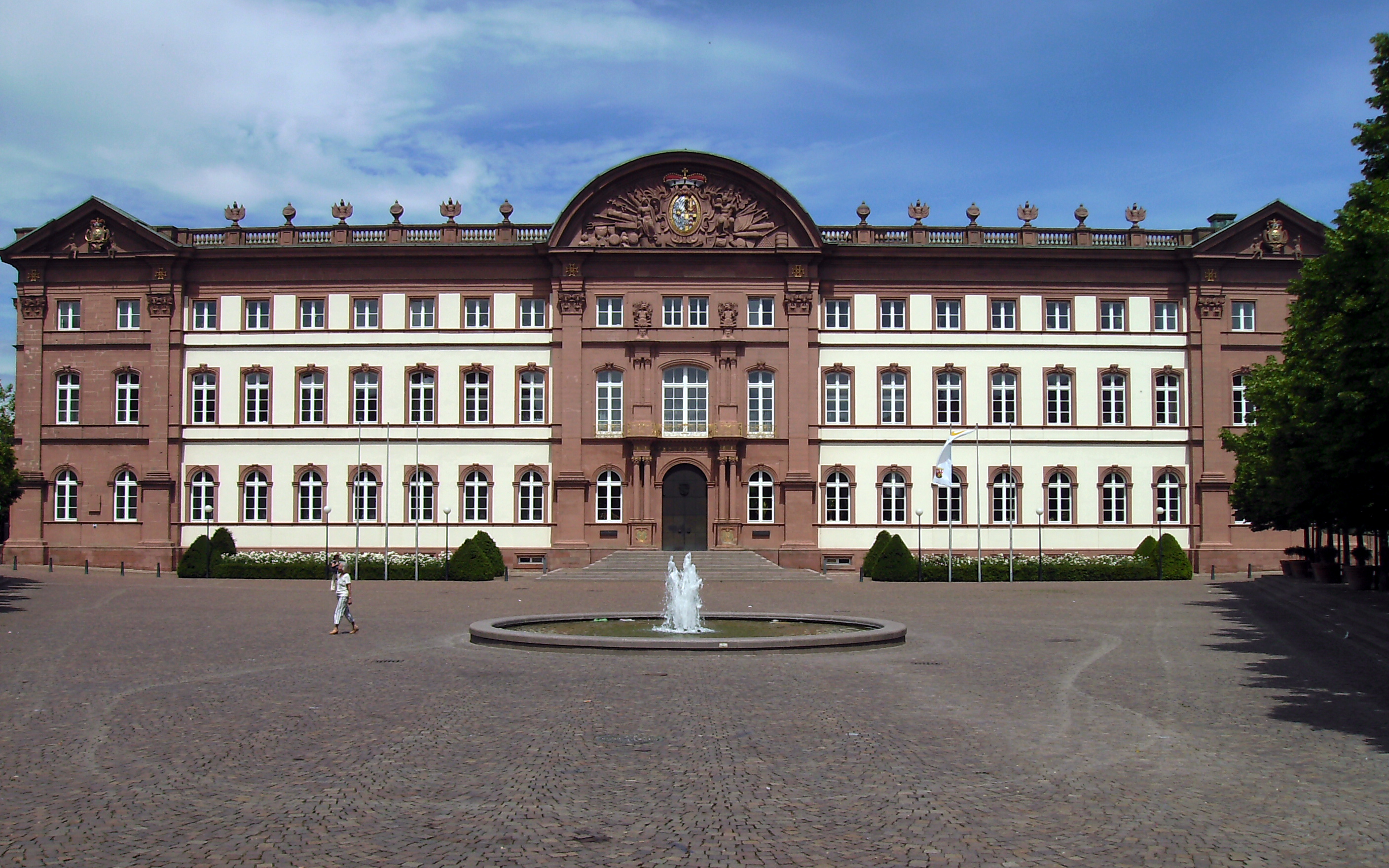
Schloss (Südseite)

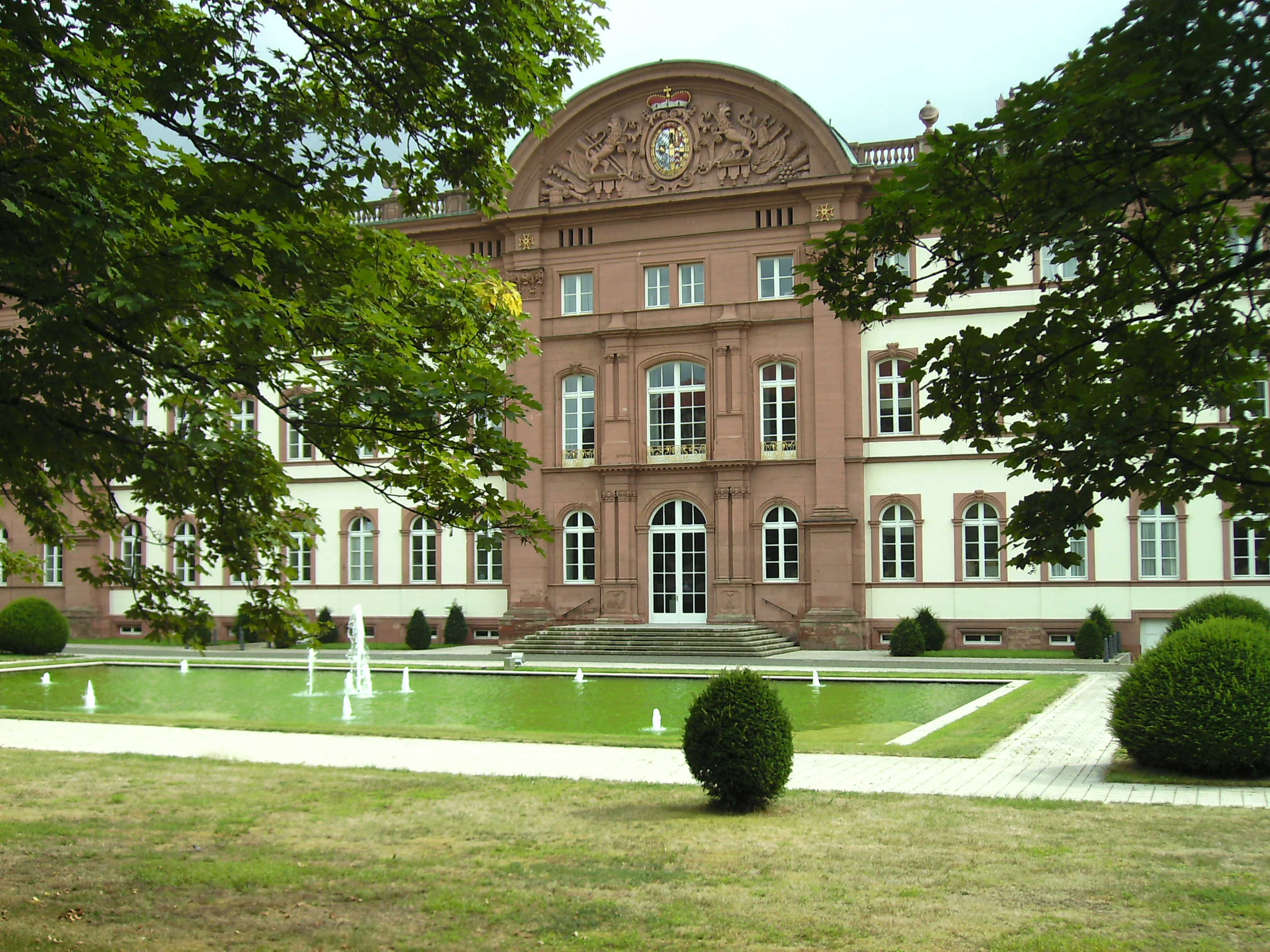
Schloss (Nordseite) mit Schlossgarten

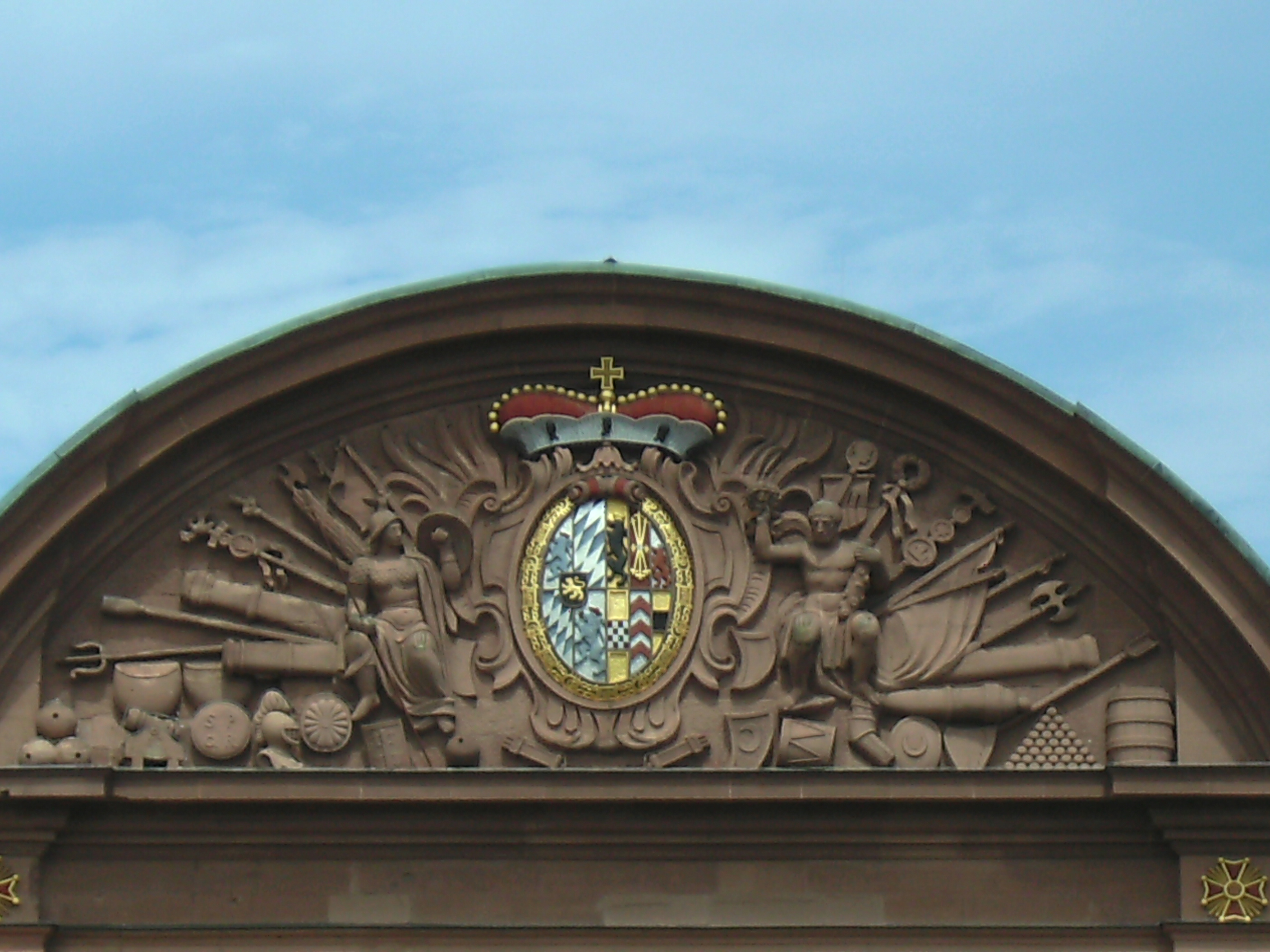
Schloss (Eingangsportal): Wappen der Herzöge von Zweibrücken

- Schloss – Das Herzogschloss Zweibrücken – in seiner derzeitigen Form 1725 errichtet – ist der größte pfälzische Profanbau im Barockstil nordischer Prägung. Es wurde 1720–1725 von Baumeister Jonas Erikson Sundahl erbaut und ist das ehemalige Residenzschloss der Herzöge von Zweibrücken. Das im Zweiten Weltkrieg zerstörte Residenzschloss wurde 1965 wieder aufgebaut; heute ist es Sitz des Pfälzischen Oberlandesgerichts.
- Herzogvorstadt – Die sogenannte Herzogvorstadt besteht aus mehreren Barockgebäuden, die in der Zeit von 1762 bis 1772 erbaut wurden. Die Gesamtanlage geht auf Pläne von Christian Ludwig Hautt zurück. Die Gebäude, die im letzten Krieg nicht zerstört wurden, beherbergen unter anderem die Stadtverwaltung, das Amts- und Landgericht, das Stadtarchiv und das Stadtmuseum.
- Alexanderskirche – Die Alexanderskirche ist eine spätgotische evangelische Hallenkirche mit deren Bau 1493 begonnen wurde und die älteste Kirche Zweibrückens.
- Karlskirche – Die Karlskirche wurde in der Zeit von 1708 bis 1711 im Auftrag des Schwedenkönigs Karl XII. in seiner Eigenschaft als Herzog von Zweibrücken durch den Baumeister Haquinus Schlang aus Schweden errichtet. Nach der Zerstörung im Zweiten Weltkrieg wurde sie auf der Grundlage der Originalpläne als Gemeindezentrum wiedererrichtet und am 1. November 1970 wieder eingeweiht.
- Heilig Kreuz Kirche – Die dritte Kirche in der Innenstadt ist die Heilig-Kreuz-Kirche wurde wesentlich später als die beiden anderen Kirchen errichtet.
- Gasthaus „Zum Hirsch“ – Das ehemalige Gasthaus ist das älteste Haus der Innenstadt.
- Villa Ipser – Die 1908 für einen Schuhfabrikanten erbaute Villa Ipser liegt am Rothenberg und zeigt eine zeittypische späthistoristische Architektur mit deutlichen Jugendstil-Einflüssen.
- Zweibrücker Stollen und Felsenkeller (Übersicht über die in Zweibrücken befindlichen Stollen- und Kellersysteme)
- Himmelsbergstollen – Der Himmelsbergstollen ist eine in den Sandstein gehauene Kelleranlage am Himmelsberg, im südlichen Bereich der Innenstadt.

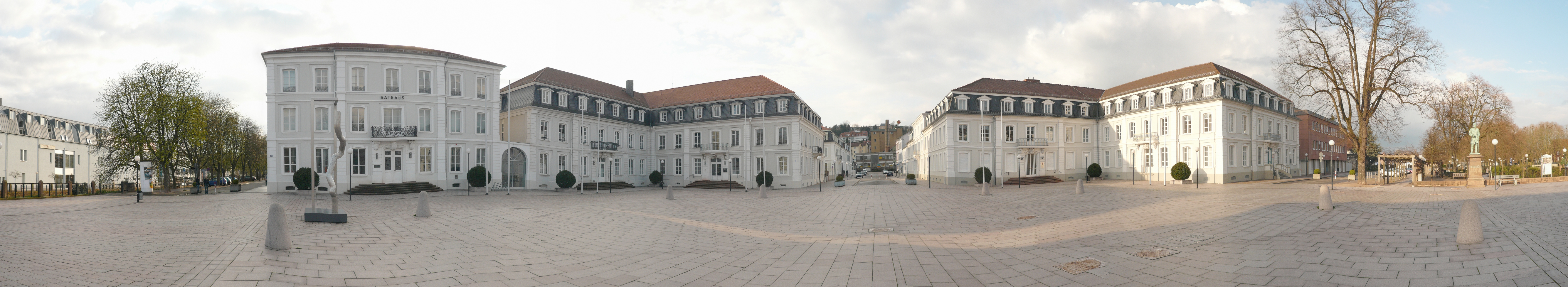
Die Herzogvorstadt (Panorama)

### Parks

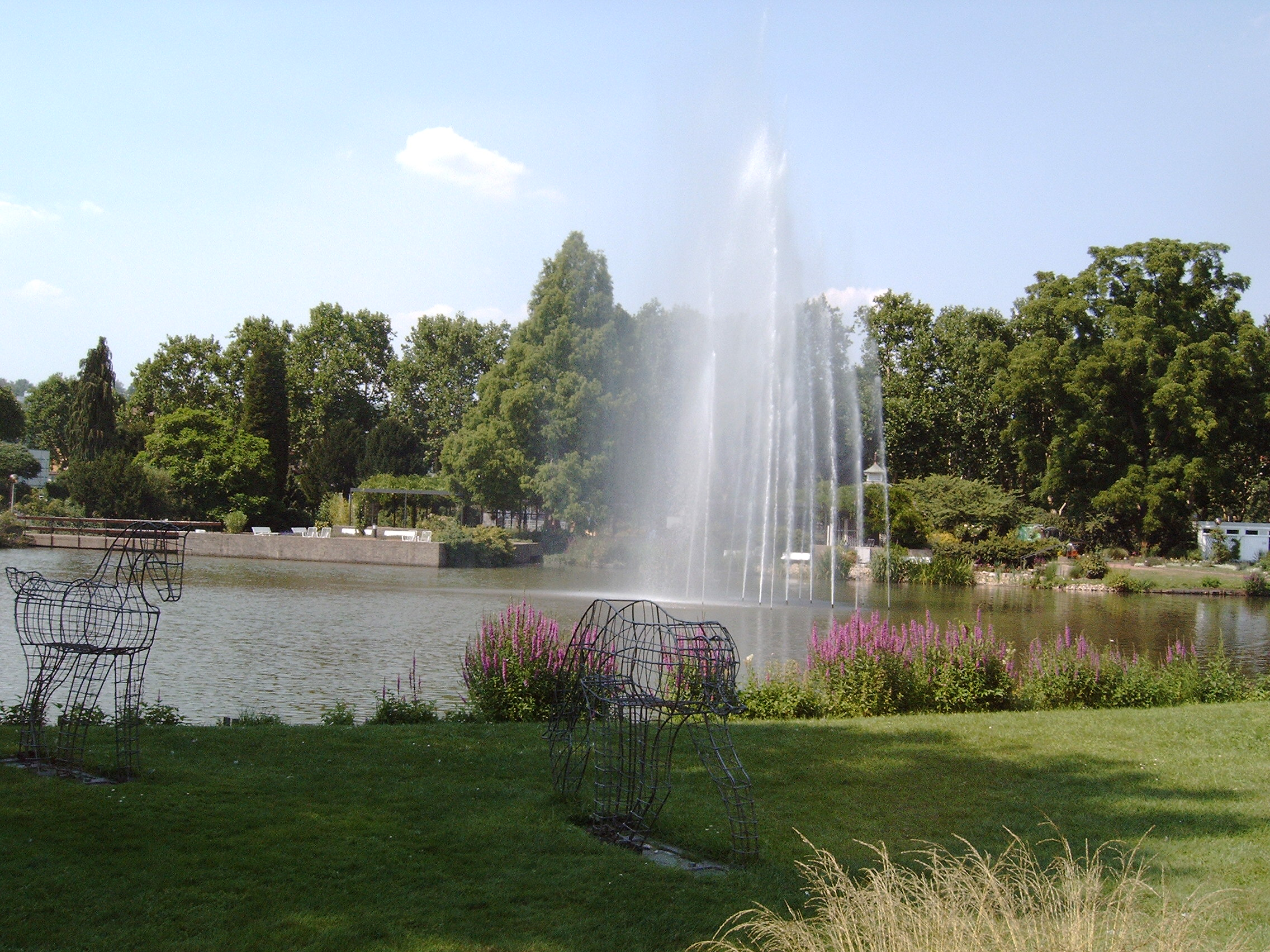
Rosengarten

- Rosengarten Zweibrücken – Der Rosengarten ist eine über 50.000 m² große Parkanlage und zählt damit zu den größten Gärten Europas. Im Park sind über 60.000 Rosen in 2.000 verschiedenen Sorten zu sehen. Zweibrücken ist berechtigt, die Bezeichnung Rosenstadt zu führen.
- Wildrosengarten – Als Gegenstück zum Rosengarten haben die Stadt Zweibrücken und die Oskar-Scheerer-Stiftung 1974–1976 auf dem Gelände des ehemaligen Lustschlosses des Polenkönigs Stanislaus Leszczynski im Naherholungsgebiet Fasanerie einen Wildrosengarten angelegt. Die beiden Gärten sind durch den „Rosenweg“ verbunden, einen ca. 2,5 km lange Rad-, Wander- und Spazierweg. Der Wildrosengarten ist ein lebendiges Rosenmuseum. Auf der rund 2 ha großen Fläche blühen Wild-, Park- und Strauchrosen in fast 1000 Arten, darunter etliche alte Sorten.
- Fasanerie – Die Fasanerie wurde Stanislaus von Karl XII., König von Schweden und Herzog von Zweibrücken, von 1714 bis 1719 als Asylort zur Verfügung gestellt. Stanislaus gab dem Lustschloss im türkischen Stil den Namen Tschifflik (Landhaus). Den Fasanengarten ließ Herzog Christian IV. nach 1740 anlegen. Die Anlage wurde nach Plänen von Stella Junker-Mielke bis Mai 2008 in weiten Teilen erneuert. Sie gilt als die größte Barockgartenanlage nördlich der Alpen. In den kommenden Jahren sind weitere Restaurierungsschritte vorgesehen.

### Pferdezucht
Das Landgestüt Zweibrücken ist das Landgestüt des Landes Rheinland-Pfalz. Es stellt Hengste für die Zucht zur Verfügung und betreibt eine Besamungsstation. Die Gründung des Gestüts und die Zucht des „Zweibrückers“ geht auf die Regierungszeit Christians IV. zurück.
Träger ist inzwischen eine Stiftung.

### Sport und Freizeit
Zweibrücken bietet sowohl Einwohnern als auch Besuchern ein ansprechendes Erholungsgebiet mit zahlreichen Möglichkeiten der Freizeitgestaltung. Für Radfahrer gibt es ein vergleichsweise gut ausgebautes und verzweigtes Radwegnetz. Im Bereich des öffentlichen Personenverkehrs ist das Stadtgebiet versorgt. Die einzelnen Stadtteile sind durch Buslinien verbunden.
Im Stadtzentrum stehen über 4.000 Parkplätze zur Verfügung. Mehr als 400 Vereine bieten zahlreiche Möglichkeiten der Betätigung.
Im Sport überregional bekannt, sind die Motorrad-Grasbahnrennen des MSC Zweibrücken, mit dem Sonderlauf um die Silberne Rose der Pfalz, auf der ehemals 1.008 m langen und jetzt auf 650 m Bahnlänge verkürzten Grasrennpiste.

## Regelmäßige Veranstaltungen
- April und Juni: Pferderennen auf der innerstädtischen Rennwiese, seit 1840
- Pfingsten: Turnerjahrmarkt, seit 1903
- Letztes vollständiges Wochenende im Juli: Stadtfest, seit 1979
- Zweiter Samstag im Dezember: Silvesterlauf der VTZ, seit 1979

## Wirtschaft und Infrastruktur

### Wirtschaft
Im Jahre 2016 erbrachte Zweibrücken innerhalb der Stadtgrenzen ein Bruttoinlandsprodukt (BIP) von 1,591 Milliarden €. Das BIP pro Kopf lag im selben Jahr bei 45.454 € (Rheinland-Pfalz: 34.118 €, Deutschland 38.180 €) und damit über dem regionalen und nationalen Durchschnitt. Das BIP je Erwerbsperson beträgt 70.088 €. In der Stadt waren 2016 ca. 22.300 erwerbstätige Personen beschäftigt. Die Arbeitslosenquote lag im Dezember 2018 bei 5,5 % und damit über dem Durchschnitt von Rheinland-Pfalz von 4,1 %.

### Verkehr

#### Straßenverkehr
Zweibrücken liegt direkt an der Autobahn 8 und ist dadurch an die Autobahn 6 (Saarbrücken–Waidhaus), die Bundesautobahn 62 (Nonnweiler–Pirmasens) und an die Bundesstraße 10 (Pirmasens–Landau in der Pfalz) angebunden.

#### Bahnverkehr
Zweibrücken ist an die Bahnstrecke Landau–Rohrbach angebunden und über diese Strecke an den Rheinland-Pfalz-Takt angeschlossen. Stündlich hält am Hauptbahnhof und am Bahnhof Rosengarten die Regionalbahn-Linie 68 nach Saarbrücken bzw. nach Pirmasens mit Umsteigemöglichkeit in Pirmasens Nord nach Landau oder Kaiserslautern.
Der älteste Zweibrücker Bahnanschluss erfolgte ab 1857 von Homburg über die Bahnstrecke Homburg–Zweibrücken an die Pfälzische Ludwigsbahn. 1875 erfolgte der Lückenschluss nach Landau, nachdem bereits 1874 zwischen Landau und Annweiler Züge fuhren. Diese Verbindung wurde am 28. Mai 1989 eingestellt.
Zwischen Homburg und Zweibrücken verkehrt heute werktags alle 30 Minuten die Regionalbuslinie R7 der Saar-Mobil GmbH.
Seit 2006 wird eine Reaktivierung der Strecke in Form einer S-Bahn erwogen. In einer repräsentativen Umfrage im Jahr 2010 sprachen sich 92 Prozent der Bevölkerung dafür aus. Die S-Bahn-Linie 1 des Verkehrsverbundes Rhein-Neckar steht derzeit an ihrem Endbahnhof Homburg Hbf rund 30 bis 50 Minuten, bevor sie ihre Rückfahrt antritt und könnte in dieser Zeit den Bliesgau als „Fahrziel-Natur“ und Biosphärenreservat ohne zeitliche Engpässe bedienen.
Nicht nur für die Rosenstadt hätte dieses Vorhaben erhebliche Vorteile, sondern für die gesamte Region Saar-/Westpfalz.
Ein im Jahr 2005/2006 erstelltes Gutachten ergab Investitionskosten von rund 11,4 Millionen Euro, Betriebskosten von rund 800.000 Euro und ermittelte einen positiven Kosten-Nutzen-Faktor von 1,38.
Im September 2013 erschien eine von Rheinland-Pfalz und dem Saarland gemeinsam in Auftrag gegebene Vorentwurfsplanung (Kosten rund 700.000 Euro), welche auch eine Bodenprobenanalyse für die Elektrifizierung beinhaltete. Im März 2015 wurde eine darauf aufbauende Nutzen-Kosten-Untersuchung (NKU) veröffentlicht, die, den Investitionskosten von rund 28,8 Millionen Euro gegenübergestellt, dem Vorhaben einen positiven „monetär bewerteten Nutzen“ von 1,24 bescheinigt und Betriebskosten um rund 1,3 Millionen Euro beziffert. In einem ersten gemeinsamen Treffen von Vertretern beider Bundesländer mit dem Verkehrsverbund Rhein-Neckar (VRN) verständigte man sich auf die Baukostenaufteilung und vereinbarte weitere Planungsschritte.
Im Juli 2020 billigte das Bundesverkehrsministerium die Entwurfsplanung für eine Verlängerung der S-Bahnstrecke von Homburg nach Zweibrücken und stellte eine Erhöhung der Fördersumme von 60 % auf bis zu 90 % in Aussicht. Im Rahmen des Planfeststellungsverfahrens zur Reaktivierung der Strecke konnten die Bürger zwischen April und Mai 2021 die Planungsunterlagen einsehen und Beschwerden sowie Stellungnahmen vorbringen. Die daraufhin eingegangenen etwa 135 Anregungen werden von der DB Netz AG bearbeitet und wirken sich beispielsweise auf die Planung der vorgesehenen Haltepunkte ein. Laut Terminplan der Bahn vom Januar 2022 sollte die Inbetriebnahme der neuen Strecke im Jahr 2025 erfolgen. Im Dezember 2022 wurde bekannt gegeben, dass sich die Reaktivierung auf 2026 verschieben werde.
Der Zweibrücker Hauptbahnhof besitzt drei Betriebsgleise und wird der Preisklasse 5 zugeordnet.

#### Öffentlicher Personennahverkehr
Den innerstädtischen Verkehr bedient die Verkehrsgesellschaft Zweibrücken. Dieses Unternehmen bedient mit acht Buslinien das komplette Stadtgebiet. Hierfür stehen 17 Linienbusse, davon drei Gelenkbusse, zur Verfügung. Der Betrieb ist in den Verkehrsverbund Rhein-Neckar integriert.

#### Flugverkehr
Zweibrücken verfügt über einen eigenen Flugplatz mit einer 2675 m langen Start- und Landebahn. Für den Flughafen wurde im Juli 2014 ein Insolvenzantrag gestellt, seit dem 3. November desselben Jahres findet kein Linienbetrieb mehr statt.

### Medien
In Zweibrücken erscheinen täglich der Pfälzische Merkur, der 1713 gegründet wurde, und Die Rheinpfalz mit einem eigenständigen Regionalteil für Zweibrücken. Des Weiteren gibt es in Zweibrücken einen lokalen Fernsehsender namens Südwestpfalz-TV (Offener Kanal). Dieser berichtet täglich über das lokale und überregionale Geschehen. Seit Oktober 2012 sendet Antenne Zweibrücken auf der Frequenz 91,6 MHz ein lokales Radioprogramm für die Stadt mit Informationen aus der Region.

### Bildung

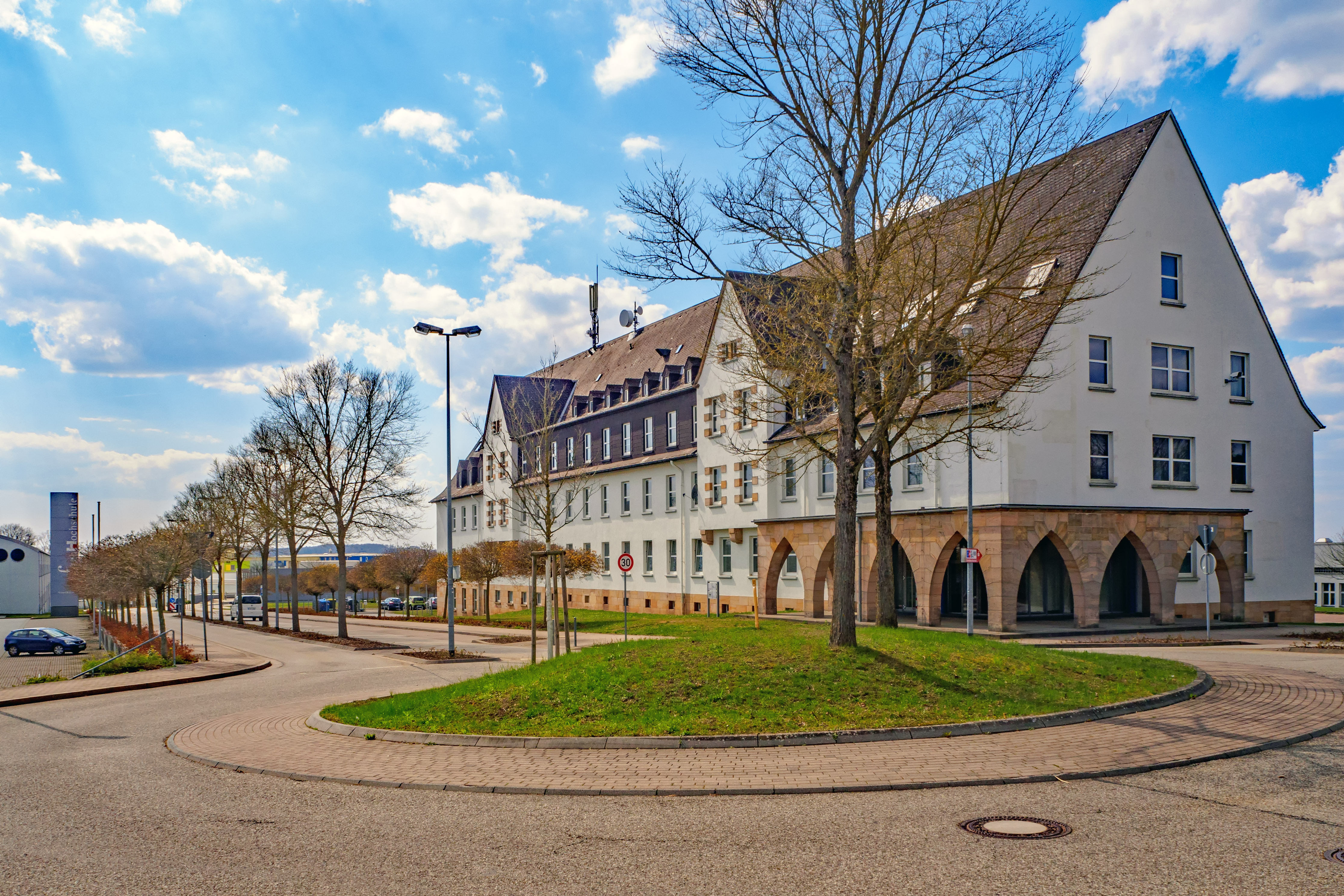
Hochschule Kaiserslautern, Campus Zweibrücken

Im Zuge der Konversionsmaßnahmen nach dem Abzug der US-Amerikaner wurde auf dem ehemaligen Militärgelände auf dem Zweibrücker Kreuzberg 1993 eine Fachhochschule errichtet. Auch die Wohnsituation an der Hochschule profitiert durch das ehemalige Militärgelände durch die Schaffung zahlreicher Wohnungen direkt vor Ort auf dem Kreuzberg. Die Fachhochschule wurde 1994 als Außenstelle an die Fachhochschule Rheinland-Pfalz angegliedert. 1996 wurden die Außenstellen Kaiserslautern, Pirmasens und Zweibrücken zur Fachhochschule Kaiserslautern zusammengeschlossen. Am Standort Zweibrücken befindet sich die Fachbereiche „Informatik und Mikrosystemtechnik“ sowie „Betriebswirtschaft“. Seit 2002 befindet sich auf dem Campus die Volkssternwarte Zweibrücken.
Im September 2014 wurde die Fachhochschule in Hochschule Kaiserslautern umbenannt. Im Wintersemester 2016/17 waren 2744 Studierende an dem Standort immatrikuliert.
Zweibrücken besitzt zwei Gymnasien (Helmholtz-Gymnasium und Hofenfels-Gymnasium), zwei Realschulen plus (Mannlich-Realschule Plus und Herzog-Wolfgang-Realschule Plus) und acht Grundschulen (Grundschule Albert Schweitzer, Grundschule Breitwiesen, Grundschule Hilgard, Grundschule Ixheim, Grundschule Pestalozzi, Grundschule Mittelbach, Grundschule Sechsmorgen und Grundschule Rimschweiler). An der Berufsbildenden Schule Zweibrücken, der Ignaz-Roth-Schule, sind alle Abschlüsse von der Berufsreife bis zur allgemeinen Hochschulreife möglich. Außerdem gibt es dort eine Fachschule für Altenpflege und duale Berufsausbildung in allen Fachrichtungen. Das historisch erwähnenswerte altsprachliche Herzog-Wolfgang-Gymnasium wurde in den 80er-Jahren mit dem Helmholtz-Gymnasium zusammengelegt. Es gibt auch eine städtische und mehrere private Musikschulen, eine Volkshochschule und eine Jugendkunstschule.

### Unternehmen
Einer der größten Arbeitgeber Zweibrückens ist die traditionsreiche Metallbaufirma Tadano Demag, die aus den ehemaligen Dingler-Werken entstanden ist. Darüber hinaus beheimatet Zweibrücken ein Werk des Landmaschinenherstellers John Deere. Nach dem Abzug der amerikanischen Truppen wurde 2001 ein Outlet-Center auf dem ehemaligen Gelände des Militärflugplatzes eröffnet. Mit einer Gesamtverkaufsfläche von 21.000 m² und über 120 Shops ist das Zweibrücken Fashion Outlet heute eines der größten Factory-Outlet-Center Deutschlands. Das seit 2009 von der Neinver-Gruppe betriebene Outlet-Center verbuchte 2011 rund 3,3 Mio. Besucher.
Die Umnutzung der Luftfahrtinfrastruktur in einen zivilen Flughafen wurde mit erheblichen öffentlichen Mitteln gefördert. Nach Jahren des Stillstands bahnte sich seit 2006 ein deutlicher Aufschwung an. Die Fluggesellschaft TUIfly, die zuvor vom Flughafen Saarbrücken geflogen war, bot bis Anfang November 2014 eine Reihe von Zielen im Mittelmeerraum an. Germanwings flog bis zum 10. Januar 2011 zweimal täglich von und nach Berlin; die Gesellschaft begründete die Streichung der Strecke mit einem erwarteten Einbruch der Passagierzahlen durch die Luftverkehrsabgabe. Ferner sind seit mehreren Jahren eine Reihe von Unternehmen aus verschiedenen Bereichen der zivilen Luftfahrt sowie ein Technologiepark (Multimedia-Internet-Park Zweibrücken, MIPZ), eine Kooperation des Landes mit der Firma United Internet, der vor allem als Gründerzentrum für Startup-Unternehmen gedacht ist, auf dem Gelände vorhanden.
Im Jahr 2003 kam es zur Insolvenz der Armaturenfabrik Pörringer & Schindler, welche als eines der traditionellen Zweibrücker Unternehmen galt. Auf dem Gelände dieses Unternehmens entstand im Jahr 2007 ein neues Einkaufszentrum, das Hilgardcenter.
Zweibrücken war Sitz der Dorndorf Schuhfabrik bzw. deren Nachfolgerin Schuh-Union AG.

### Justiz
Zweibrücken war schon seit 1814/16 ein bedeutendes Verwaltungszentrum und Sitz verschiedentlicher Einrichtungen der Jurisprudenz. So gibt es heute noch
- das Amtsgericht Zweibrücken
- das Landgericht Zweibrücken
- das Oberlandesgericht Zweibrücken
- die Staatsanwaltschaft Zweibrücken
- die Generalstaatsanwaltschaft Zweibrücken
- die Justizvollzugsanstalt Zweibrücken
- die Pfälzische Rechtsanwaltskammer Zweibrücken

## Persönlichkeiten

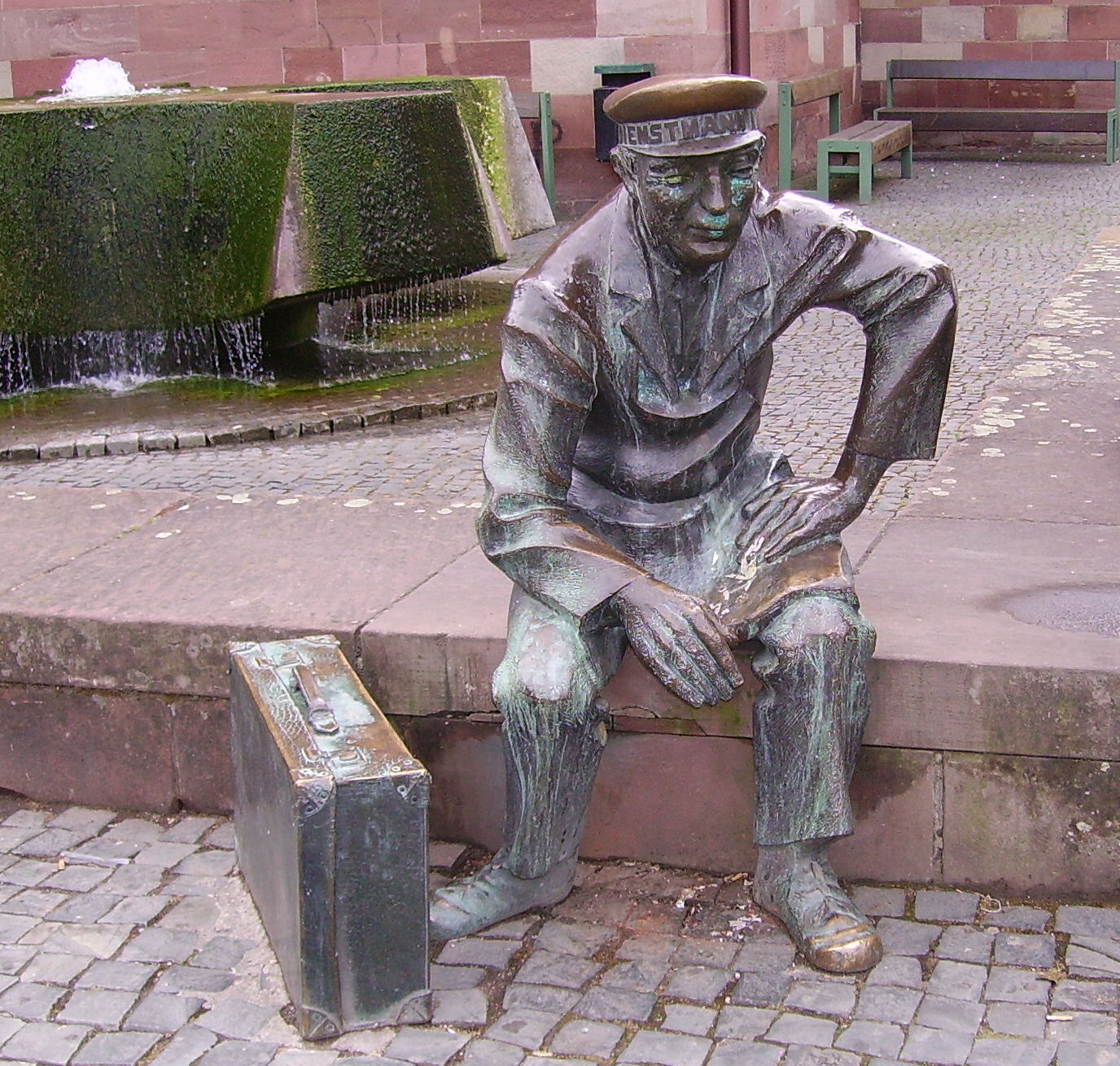
Zweebrigger Luiche

Stadtoriginal ist „’s Zweebrigger Luiche“ (das Zweibrücker Louis’chen), ein Dienstmann, dem ein Denkmal des Zweibrücker Bildhauers Gerd Dehof vor der Alexanderkirche gewidmet ist. Mit richtigem Namen hieß „’s Luiche“ Ludwig Arnold. Ludwig entspricht dem französischen Vornamen Louis.

## Militär
1757–1791 war in Zweibrücken das Regiment Royal Deux-Ponts stationiert. Es nahm mit dem unter Marschall Rochambeau geführten Expeditionscorps 1780–1783 am Amerikanischen Unabhängigkeitskrieg teil. 1781 spielten die Zweibrücker-Truppen eine Schlüsselrolle in der Schlacht von Yorktown. Sie eroberten in dieser Schlacht die Befestigungsanlage „Redoute 9“. Seit 1978 besteht daher eine Städtepartnerschaft zwischen Zweibrücken und der US-amerikanischen Stadt Yorktown, Virginia.
Als Folge des Wiener Kongresses gelangte das Herzogtum Pfalz-Zweibrücken ab 1815 zu Bayern, und das Königlich Bayerische Infanterie-Regiment „Fürst Wilhelm von Hohenzollern“ Nr. 22 wurde in Zweibrücken stationiert. Aufgrund der Grenznähe zu Frankreich hatte Zweibrücken ab dem Deutsch-Französischen Krieg stets eine wichtige strategische Bedeutung. Daher wurden mehrere Kasernen in Zweibrücken errichtet, die Rote Kaserne, die Weiße Kaserne und die Niederauerbachkaserne. Die Rote Kaserne wurde in den 1950er Jahren abgerissen.
Diese wurden nach der Reichsgründung durch die Bayerische Armee und ab 1921 durch die Reichswehr genutzt. Die Umgebung Zweibrückens war im Zweiten Weltkrieg in den Westwall eingebunden. Noch heute kann man rund um Zweibrücken Bunkeranlagen auffinden. Die meisten sind jedoch fast vollständig gesprengt. In der Nachkriegszeit wurden zunächst französische Besatzungstruppen in Zweibrücken stationiert, die bis 1977 blieben. Die Franzosen begannen 1951 mit dem Bau eines Militärflugplatzes in der Nähe Zweibrückens. Dieser wurde 1953 an die Royal Canadian Air Force übergeben. Nach dem Abzug der Kanadier 1969 übernahm die United States Air Force den Flughafen Zweibrücken Air Base.
Bereits seit 1952 war die US-Armee in Zweibrücken in der Kreuzbergkaserne stationiert. Daneben unterhielt sie noch viele kleine Liegenschaften. Auch die „Weiße Kaserne“ und das Gelände der „Roten Kaserne“ wurden zwischenzeitlich von der US-Armee genutzt. Zeitweise lebten in der 38.000 Einwohner zählenden Stadt schätzungsweise 9.000 US-Bürger. Nach der DDR-Wende wurden die US-Truppen nach und nach aus Zweibrücken abgezogen. Die letzten Einheiten verließen 1994 die Stadt. Damit ist Zweibrücken, das 1956 auch Bundeswehrstandort wurde und damit bis 1969 eine Vier-Garnisonen-Stadt war, eine der deutschen Städte, die sich intensiv mit der Umwandlung von militärischen Anlagen in zivile beschäftigen mussten. Die Weiße Kaserne soll in ein ziviles Wohnquartier umgewandelt werden. Die Kreuzbergkaserne wurde Ende der 1990er-Jahre zu einem Fachhochschulstandort ausgebaut.
Auf dem Flughafengelände hat sich eines der größten europäischen Fabrikverkaufszentren angesiedelt. Der damalige Flughafen Zweibrücken wurde bis November 2014 als ziviler Verkehrsflughafen genutzt und dient nun als Sonderlandeplatz.
Die Niederauerbachkaserne wird seit der Gründung der Bundeswehr von dieser genutzt. Im Jahr 2017 sind dort Teile des Fallschirmjägerregiments 26 der Luftlandebrigade 1 stationiert.
Im November 2011 übernahm die Stadt die Schiffspatenschaft für das U 35 der Deutschen Marine. Die Dinglerwerke Aktiengesellschaft Zweibrücken hatte die Schleusentore zum Wilhelmshavener Marinehafen und Dampfkessel für Schiffe der Deutschen Marine gebaut. In dem Unternehmen arbeitete Wilhelm Bauer an den Konstruktionsplänen des ersten manövrierfähigen U-Boots der Welt. Hermann Anschütz-Kaempfe, der Entwickler des Kreiselkompasses, kam in Zweibrücken zur Welt.